# 神话语的职事
《神话语的职事》 是倪柝声于1948年举办的鼓岭训练的课程之一，随后由上海福音书房出版。该书内容分为4大部分：执事、神（即上帝）的话、职事和对象。详细论述了三种执事、话语的内容与传递、保罗的路程和职事、话语职事的最高点、话语的根据、需要有圣灵的解释、需要有圣灵的启示、神的话是基督、从基督认识神的话、职事的根据、启示与思想、重担与话语、圣灵的管治与话语、话语与记性、话语与感觉、话语与灵的出来、说话时要注意的事、话语的对象等问题。

## 外部連結
《神话语的职事》网上阅读